# Werner Rosenberg (Offizier)

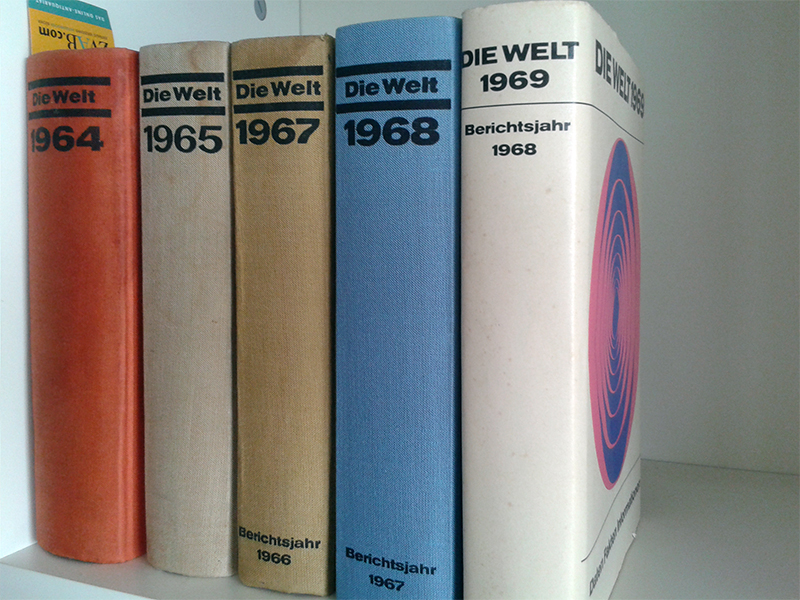
Werner Rosenberg war unter anderem Vorsitzender des Redaktionskollegiums für die Jahrbücher Die Welt – Daten, Fakten, Informationen (1964–1969)

Werner Rosenberg (* 25. Januar 1911 in Berlin, Deutsches Kaiserreich; † Dezember 1990 oder März 1991) war ein deutscher Historiker und Überlebender des Holocaust.

## Leben

### Jugendjahre
Werner Rosenberg war der Sohn eines Bankangestellten jüdischer Herkunft, der allerdings bereits im Oktober 1912 starb. Rosenbergs Mutter arbeitete als Wirtschaftsleiterin und Köchin, um den Lebensunterhalt für sich und ihre zwei Söhne zu verdienen. Da sie während des Ersten Weltkriegs in einem Rüstungsbetrieb arbeiten musste, gab sie ihre beiden Söhne Werner und Hans in das jüdische Waisenhaus in der Schönhauser Allee in Berlin. Werner Rosenberg blieb auch nach dem Krieg bis 1927 im Waisenhaus und besuchte bis zur Obersekunda die Schule. Danach absolvierte er eine dreijährige Lehre zum Drogisten. Kurz nach Beendigung der Lehre wurde Rosenberg allerdings entlassen und hielt sich in der Folge zusammen mit seinem Bruder Hans mit Gelegenheitsarbeiten als Händler, Zeitungsausträger oder Gewerbetreibender über Wasser. Die Brüder übernachteten in dieser Zeit teilweise sogar im Obdachlosenasyl. Das erlittene soziale Elend und die zunehmende Perspektivlosigkeit bewog beide schließlich dazu, 1931 Mitglied der Kommunistischen Partei Deutschlands zu werden. Bis zum KPD-Verbot waren die Brüder fortan in kleinen Funktionen für die KPD tätig.

### Kampf gegen den Nationalsozialismus
Nach dem Verbot der KPD wurde Rosenberg am 27. April 1933 beim Weiterreichen eines politischen Flugblatts auf der Berliner Kastanienallee verhaftet und von der SA in die Folterstätte Wasserturm im Prenzlauer Berg verschleppt. Diese Folterstätte war eines der frühen sogenannten wilden KZs unter Federführung der SA, die nach der „Machtergreifung“ der Nationalsozialisten überall in Deutschland eingerichtet wurden. Dort wurde Rosenberg schwer misshandelt und war schlimmsten Demütigungen ausgesetzt. Nach vier Tagen Aufenthalt im Wasserturm musste er wegen seiner Verletzungen in das Krankenhaus Friedrichshain gebracht werden. Dort wurde er nach vier Tagen Aufenthalt entlassen, kurz bevor ihn die SA wieder abholen wollte. Dennoch leistete Werner Rosenberg zusammen mit seinem Bruder Hans bis November 1935 weiterhin illegale Kurierdienste für die Berliner Bezirksleitung der KPD. Nach der Verhaftung der Bezirksleitung verlegten die Brüder ihre illegale Tätigkeit in den Berliner Bezirk Pankow.
Dort wurden sie im März 1936 durch Denunziation von der Gestapo verhaftet. Im nachfolgenden Prozess wegen Vorbereitung zum Hochverrat wurde Werner Rosenberg zu drei Jahren Zuchthaus verurteilt. Diese Strafe saß er zunächst im Zuchthaus Brandenburg-Görden, später im Lager Dessau-Roßlau ab. Nachdem Werner Rosenberg 1939 seine Haft verbüßt hatte, wurde er über das Berliner Polizeipräsidium am Alexanderplatz in das Sachsenhausen verbracht. Dort wurde er als Jude registriert und dementsprechend im jüdischen Block untergebracht. In den ersten Monaten arbeitete er zunächst im Kommando Klinkerwerk. Da sein inzwischen eingelieferter Bruder Hans, der allerdings als politischer Häftling registriert worden war, als Sanitäter im Krankenrevier unterkam, erhielt Werner Rosenberg von ihm hin und wieder Hilfe und konnte so die schlimmen Bedingungen im jüdischen Block überstehen. Im Oktober 1942 wurden die Brüder getrennt und Werner kam nach Monowitz-Buna. Als Werner Rosenberg nach einer Anweisung durch seinen Status als Halbjude wieder zum Reichsdeutschen arisiert wurde, konnte er als Kapo in einer Küche arbeiten und so Auschwitz überstehen. Durch Beziehungen seines Bruders Hans zu einem SS-Apotheker im KZ Sachsenhausen erhielt Werner Rosenberg im Dezember 1944 einen Transportbefehl zurück nach Sachsenhausen. Die letzten Monate bis zur Befreiung des KZ am 22. April 1945 verbrachten die Brüder Rosenberg in der KZ-Apotheke, zuletzt soll Werner Rosenberg nur noch 38 Kilogramm gewogen haben.

### Karriere in der SBZ/DDR
Nach der Öffnung des KZ blieb Werner Rosenberg jedoch anders als sein Bruder Hans zunächst für weitere sechs Wochen im Lager und musste eine sowjetische Justizkommission bei der Untersuchung und Dokumentation der Verbrechen des Lagerpersonals unterstützen. Nachdem Rosenberg schließlich im Juni 1945 das Lager verlassen konnte, erhielt er durch die Vorbereitung seines Bruders eine Wohnung im Berliner Stadtteil Wedding zugewiesen. In dieser Zeit lernte er über Genossen eine junge Kriegerwitwe kennen, die er 1946 heiratete. Aus der Ehe ging 1949 eine Tochter hervor. Beruflich konnte Rosenberg zunächst bei der Kriminalpolizei in Charlottenburg Fuß fassen. Da die englische Besatzungsmacht allerdings in ihrem Sektor keine Kommunisten in der Polizei duldete, verlor er diesen Posten schnell wieder.
Daraufhin wurde Rosenberg bei der SED-Bezirksleitung Berlin als Referent der Kulturabteilung angestellt. Da er jedoch offenbar zu wenig berufliche Voraussetzungen für die Kulturarbeit mitbrachte wechselte er 1948 zum Verband der Berliner Konsumgenossenschaften, wo er als Schulungsleiter arbeitete. Dort löste er im Zuge der Entwicklung der SED zur Partei neuen Typus den ehemaligen Sozialdemokraten Karl Launer ab. In einem der ersten Monate des Jahres 1950 wurde Rosenberger, wahrscheinlich durch Vermittlung seines Bruders Hans, wie er persönlich vermutete, in das mittlerweile bestehende Zentralkomitee der SED zu dessen Kaderabteilung gerufen. Dort wurde ihm eröffnet, das er in den Bereich des Ministeriums des Inneren abgeordnet werden würde. Einsatzort war die Polizeibereitschaft in Berlin-Treptow, die unter der Verantwortung der Hauptverwaltung Ausbildung stand, dem Vorläufer der Kasernierten Volkspolizei. Diese Polizeibereitschaft war eine kasernierte, sogenannte A-Bereitschaft, militärfachlich gesehen eine Infanteriebereitschaft. Rosenberg trat dort zum 1. März 1950 im Range eines VP-Rats seinen Dienst an. Dies entsprach dem militärischen Rang eines Hauptmanns. In der Folge diente Werner Rosenberg bis zu seiner Berentung in der Kasernierten Volkspolizei und später der Nationalen Volksarmee als Politoffizier, zuletzt im Range eines Obersts. Zeitweise war er Vorsitzender der Parteikontrollkommission eines Verbandes der NVA. Er promovierte zudem und fungierte als Herausgeber einiger propagandistischer Abhandlungen (aber auch der im Dietz-Verlag erschienen Jahrbücher Die Welt – Daten, Fakten, Informationen, 1964–1969) und wurde dafür von der DDR-Staatsführung wiederholt geehrt.
Nach seiner Berentung war Rosenberg vor allem im Komitee der Antifaschistischen Widerstandskämpfer tätig, dort vor allem in der Lagerarbeitsgemeinschaft Sachsenhausen. Im Rahmen dieser Tätigkeit gestaltete er Führungen durch das KZ Sachsenhausen und sprach vor Schulklassen, Soldaten oder Arbeitskollektiven über das KZ Sachsenhausen. Darüber hinaus war er einer der drei Gutachter der Akademie der Wissenschaften der DDR, die Rudolf Bahros Buch Die Alternative (1977) als „anti-marxistisch“ bewerteten.